# مراد أردوغان
مراد أردوغان (بالتركية: Murat Erdoğan)‏ (1 أغسطس 1976 بلندن في المملكة المتحدة - ) هو لاعب كرة قدم قبرص الشمالية وتركي في مركز الوسط. لعب مع أنقرة غوجو وإسطنبول سبور وسيفاسبور وعثمانلي سبور وغازي عنتاب سبور وغلطة سراي ومانيساسبور ومرسين إيدمانيوردو ونادي قاسم باشا وأرضروم سبور ‏ وملطية سبور وصقارية سبور ‏ وTKİ Tavşanlı Linyitspor ‏.

## وصلات خارجية
- مراد أردوغان على موقع اتحاد تركيا (لاعب) (الإنجليزية)
- مراد أردوغان على موقع قاعدة بيانات كرة القدم.إي يو (الإنجليزية)
- مراد أردوغان على موقع عالم كرة القدم.نت (الإنجليزية)